# Блауг, Марк
Марк Бла́уг (англ. Mark Blaug; 3 апреля 1927, Гаага — 18 ноября 2011, Дартмур, Великобритания) — голландский экономист, известный историк экономической мысли.

## Биография
Родился в Гааге. В 1940 году семья Блаугов эмигрировала в США. Бакалавр (1950) Куинс-колледжа, магистр (1952) и доктор философии (1955) Колумбийского университета в Нью-Йорке. Помимо коротких периодов на государственной службе и в международных организациях, у него были академические назначения — среди прочих — преподавание в Йельском и Лондонском (с 1963 года) университетах, в университете Эразма Роттердамского в Роттердаме.
Входил в редакционный совет журнала THESIS.
В последние годы жизни он проживал в Лейдене и читал курсы лекций в Голландии, в университете Амстердама и в университете Эразма Роттердамского, где он являлся содиректором Центра истории в управлении и экономике.
Был женат на экономисте Рут Тауз.
Владел английским, голландским, французским и немецким языками.

## Научный вклад
Марк Блауг за всю свою карьеру внес существенный вклад в решение ряда экономических вопросов. Помимо ценного вклада в экономику искусства и экономику образования, он широко известен работами в области истории экономических учений и методологии экономической науки. Что касается методологических вопросов и применения экономической теории к широкому кругу вопросов, от образования до человеческого капитала, «философия науки и кривая интеллектуального прогресса дают темы соответствующего размаха, отвечающие интересам Марка Блауга».
Является автором двух биографических словарей, посвящённых экономистам прошлого и настоящего: «Великие экономисты после Кейнса» (1985) и «100 великих экономистов до Кейнса» (1986).

## Награды
- 1984 — иностранный лауреат, награждённый в Королевской академии искусств и науки Голландии.
- 1988 — выдающийся член научного общества истории экономики.
- 1989 — избранный член научного общества Британской академии.

## Сочинения

### Книги
- Блауг М. Экономическая мысль в ретроспективе. — М.: Дело, 1994. — 720 с. — ISBN 5-86461-151-4. (англ. Economic Theory in Retrospect, 1962)
- Блауг М. Методология экономической науки, или Как экономисты объясняют. — М.: Журнал «Вопросы экономики», 2004. — 416 с. — ISBN 5-901389-04-2. (англ. The Methodology of Economics, or How Economists Explain, 1980)
- Блауг М. 100 великих экономистов после Кейнса. — СПб.: Экономикус, 2009. — 384 с. — (Библиотека «Экономической школы», вып. 42). — 1500 экз. — ISBN 978-5-903816-03-3. (англ. Great Economists since Keynes: An introduction to the lives & works of one hundred great economists of the past, 1985)
- Блауг М. 100 великих экономистов до Кейнса. — СПб.: Экономикус, 2008. — 352 с. — (Библиотека «Экономической школы», вып. 42). — ISBN 978-5-903816-01-9. (англ. Great Economists before Keynes: An introduction to the lives & works of one hundred great economists of the past, 1986)
- Blaug M. Ricardian Economics: A Historical Study. — New Haven: Yale University Press, 1958. — 269 p.
- Blaug M. Economic History and the History of Economics, 1986
- Blaug M. Economics of Education and the Education of an Economist, 1987
- Blaug M. Economic Theories. True or False? — Aldershot, Hants, England Brookfield, Vt., USA: Edward Elgar Publishing Gower Publishing Co., 1990 — ISBN 9781852783761
- Blaug M. Appraising Economic Theories: Studies in the Methodology of Research Programs. — Aldershot, Hants, England Brookfield, Vermont, US:Edward Elgar Publishing Co., 1991 — ISBN 9781852785154
- Blaug M. Not Only an Economist. Recent Essays. — Cheltenham, UK Brookfield, Vermont, US: Edward Elgar Publishing Co., 1997 — ISBN 9781858984551
- Blaug M., Sturges R.P. Who’s Who in Economics. — Cheltenham, UK Northampton, MA: Edward Elgar Publishing, 1999 — ISBN 9781858988863
- Blaug M., Vane H.R. Who's who in economics. Fourth Edition Архивная копия от 20 января 2022 на Wayback Machine — Cheltenham, UK Northampton, MA: Edward Elgar Publishing, 2003 — ISBN 978-1-84064-992-5.

### Статьи
- Блауг М. Несложный урок экономической методологии Архивная копия от 20 октября 2020 на Wayback Machine = Economic Methodology in One Easy Lesson (1980) // THESIS. — 1994. — Вып. 4. — С. 53—68.